# لانغ بارك
ملعب لانغ بارك هو ملعب متعدد الأغراض يقع في مدينة بريزبان الأسترالية. غالبا ما يتم استخدامه لمباريات كرة القدم. يسع الملعب لجلوس 52,500 متفرج. يعتبر الملعب الرسمي الذي يخوض فيه نادي بريزبان رورز مبارياته. تم افتتاحه في سنة 1914 .

## وصلة خارجية
- Suncorp Stadium – الموقع الرسمي باللغة الإنجليزية